# Concavifer nativus
Concavifer nativus är en insektsart som beskrevs av Zhuravlev 1991. Concavifer nativus ingår i släktet Concavifer och familjen dvärgstritar. Inga underarter finns listade i Catalogue of Life.